# 圣洛朗德特雷沃
圣洛朗德特雷沃（法語：Saint-Laurent-de-Trèves，法語發音：[sɛ̃ loʁɑ̃ də tʁɛv]）是法国洛泽尔省的一个旧市镇，属于弗洛拉克区。2016年，圣洛朗德特雷沃与市镇圣于连达尔帕翁合并为新市镇康和塞文，圣洛朗德特雷沃为新市镇行政中心。

## 地理
圣洛朗德特雷沃（44°16'16"N, 3°36'10"E）面积23.09 平方千米，位于法国奧克西塔尼大區洛泽尔省，该省份为法国南部内陆省份，北起上盧瓦爾省和康塔爾省，西接阿韦龙省，南至加尔省，东临阿尔代什省。
与圣洛朗德特雷沃接壤的市镇（或旧市镇、城区）包括：弗洛拉克、圣于连达尔帕翁、巴尔德塞文、韦布龙、拉萨勒普吕内。
圣洛朗德特雷沃的时区为UTC+01:00、UTC+02:00（夏令时）。

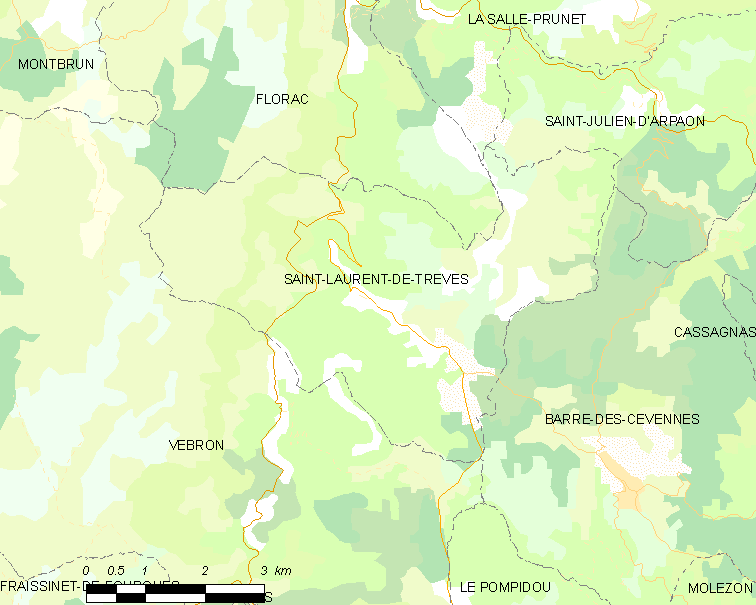
圣洛朗德特雷沃的OSM定位图

## 行政
圣洛朗德特雷沃的邮政编码为48400，INSEE市镇编码为48166。

## 政治
圣洛朗德特雷沃所属的省级选区为勒科莱德代兹县。

## 人口

1962-2008年间圣洛朗德特雷沃人口变化图示

圣洛朗德特雷沃于2018年1月1日时的人口数量为194人。